# Salá Krau
Sala Krau es uno de los dos distritos que forman la provincia camboyana de Pailín, con una población estimada en marzo de 2008 de 34 132 habitantes. Está dividido en las siguientes  comunas (khum), que se muestran asimismo con población estimada de 2008:
- Ou Andoung 5,902
- Sala Krau 5,589
- Stueng Kach 13,928
- Stueng Trang 8,713[1]